# Fadak

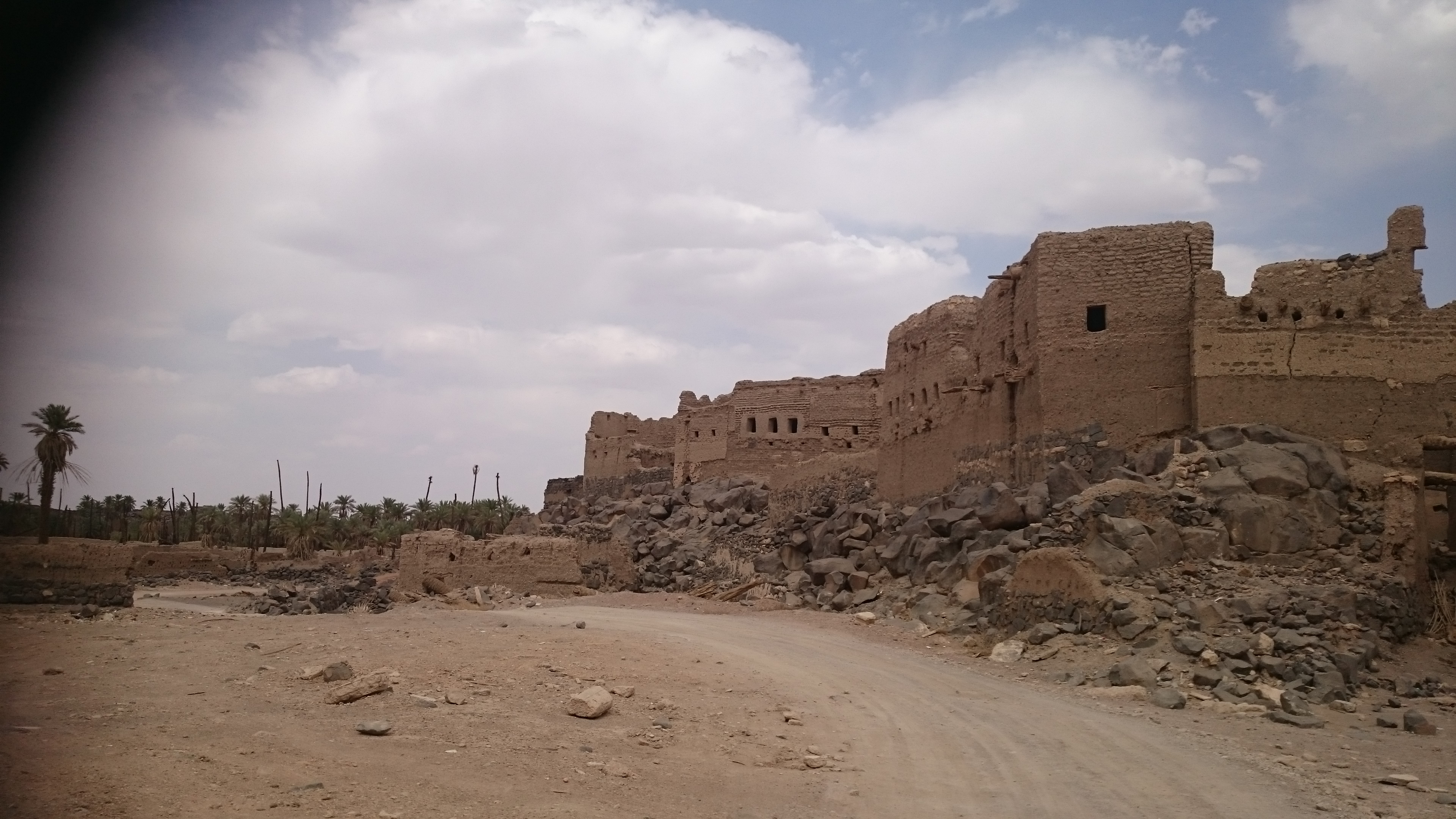
Den gamla staden Fadak.

Fadak (arabiska: فدك) var en av byarna runt Medina i nuvarande Saudiarabien som låg 14 mil öster om Khaybar. Efter muslimernas framgångar i slaget vid Khaybar år 628, vädjade de judiska invånarna i Fadak om ett fredsavtal i utbyte mot hälften av deras egendomar. Till skillnad från Khaybar förvärvades Fadak fredligt. Det ansågs således vara fay och tillhörde Muhammed i linje med vers 59:6 i Koranen.
Den islamiske profeten Muhammed såg de judiska stammarna i Hijaz som ett hot och tog militär kontroll över dem. Han lät judarna behålla sina egna områden på villkor att de avstod hälften av det de producerade till Medina. År 628 intogs forten i Khaybar en efter en av islams soldater och judarnas centrala makt i regionen krossades.

## Fadak och shiaislam
Enligt shiaislamiska traditioner närmade invånarna i Fadak sig Muhammed i underkastelse och överlämnade hälften av deras land och trädgårdar till honom och behöll den andra halvan för dem själva. Dessutom enades de också om att ta ansvaret för att odla hans andel av marken och de brukade få vissa fördelar för sina ansträngningar.
Enligt versen om byte (fay' (arabiska: فيء); vers 59:7 i Koranen) var detta land specifikt för profeten och han kunde använda den för sig själv eller använda den i andra fall som anges i versen. Shiamuslimer anser att han gav Fadak till sin dotter Fatima och att det betonats och uttalats av många sunnitiska och shiitiska historiker och kommentatorer.
I boken al-Durr al-Manthur har det berättats från Ibn 'Abbas att när koranvers 30:38 uppenbarades gav profeten Fadak till Fatima.
Efter profetens bortgång bad Fatima den förste kalifen Abu Bakr om att få sin del av profetens arv som Gud gett honom av byte (fay'). Men Abu Bakr svarade henne att profeten sagt att de (profeter) inte lämnar egendomar i arv efter sig. Shiamuslimer anser att det Abu Bakr sa om profeters arv är en påhittad berättelse. I Fadakpredikan av Fatima refererade hon till flera koranverser som stöder tesen att profeter lämnar arv efter sig. Fatima blev sedan arg och slutade tala till Abu Bakr ända tills hon gick bort, sex månader efter profetens bortgång.

### Källhänvisningar
1. 1 2  Sajjadi 2021.
2. ↑  Peters 1994, s. 229.
3. ↑  Guillaume, Alfred (1956). Islam. PENGUIN BOOKS. sid. 43ff
4. 1 2 3 4 5  ”29. What is the incident of Fadak?” (på engelska). Al-Islam.org. 4 november 2013. https://www.al-islam.org/180-questions-enquiries-about-islam-volume-two-various-issues/29-what-incident-fadak. Läst 3 oktober 2019.
5. ↑  Versen om byte - Wikifeqh.ir
6. ↑  ”Tanzil - Quran Navigator | القرآن الكريم”. tanzil.net. http://tanzil.net/#trans/sv.bernstrom/59:7. Läst 3 oktober 2019.
7. ↑  ”Tanzil - Quran Navigator | القرآن الكريم”. tanzil.net. http://tanzil.net/#trans/sv.bernstrom/30:38. Läst 3 oktober 2019.
8. ↑  Al-Durr al-Manthur, s. 317 - Islamweb.net[död länk]
9. ↑  ”Hadith - Book of One-fifth of Booty to the Cause of Allah (Khumus) - Sahih al-Bukhari - Sunnah.com - Sayings and Teachings of Prophet Muhammad (صلى الله عليه و سلم)”. sunnah.com. https://sunnah.com/bukhari/57/2. Läst 3 oktober 2019.